# Bataille de Valle de Maíz
Guerre d'indépendance du Mexique
La bataille de Valle de Maíz est une action militaire de la guerre d'indépendance du Mexique qui eut lieu le 8 juin 1817 dans la ville actuelle de Ciudad del Maíz (es), État de San Luis Potosí. Les insurgés, commandés par le général Francisco Xavier Mina et qu'accompagnaient des membres du Congrès mexicain, défirent les forces royalistes composées de 400 hommes et commandées par le capitaine Villaseñor. À la fin de la bataille, Mina s'empara de  nombre de chevaux et d'armes. Ce fut la première bataille livrée par le général Mina en territoire mexicain. 

## Sources
- Zárate, Julio (1880), «La Guerra de Independencia», en Vicente Riva Palacio, México a través de los siglos, volume 3, México: Ballescá y compañía.